# Plectris marmorea
Plectris marmorea är en skalbaggsart som beskrevs av Guérin-Méneville 1830. Plectris marmorea ingår i släktet Plectris och familjen Melolonthidae. Inga underarter finns listade i Catalogue of Life.